# Ванкуверский симфонический оркестр
Ванкуверский симфонический оркестр — симфонический оркестр, основная концертная площадка которого, театр Orpheum, расположена в Ванкувере (провинция Британская Колумбия, Канада). Основан в 1930 году и является третьим по размерам симфоническим оркестром Канады.

## История
Симфонические оркестры создавались в Ванкувере несколько раз. Первый, основанный в 1897 году, состоял из 23 музыкантов, просуществовал только один сезон и дал всего три концерта. В 1907 году был собран новый коллектив из 36 человек под управлением Чарльза Уорда. С 1915 по 1919 в Ванкувере выступал «Симфонический оркестр в свободное время» под управлением Оскара Зиглера, распавшийся после смерти основателя. В 1919 году дирижёром Генри Грином был сформирован оркестр Ванкуверского симфонического общества из 60 музыкантов, который после его ухода был распущен в 1921 году из-за финансовых трудностей. В том же 1921 году был основан симфонический оркестр кинотеатра Capitol; этот оркестр утратил своё значение с появлением звукового кино
В 1930 году по инициативе Элизабет Роджерс, известной своей меценатской деятельностью, была собрана очередная труппа, носящая название Ванкуверского симфонического оркестра. В начале оркестр включал 80 музыкантов и в первый же сезон начал выступать в новом театре Orpheum. Этот коллектив существует по настоящее время, причем на его официальном сайте в качестве года основания указан 1919, что подразумевает преемственность с симфоническим оркестром Грина.
При своем первом дирижёре, Алларде де Риддере, ВСО дает семь концертов в год в Ванкувере и два в столице провинции Британская Колумбия Виктории. Помимо де Риддера в этот период с оркестром выступают такие дирижёры, как Артур Бенджамин, Томас Бичем и Эрнест Макмиллан. С 1941 года, когда де Риддер переехал в Торонто, до 1947 года в ВСО не было главного дирижёра и оркестр выступал с приглашенными композиторами, в том числе с Джоном Барбиролли, Леонардом Бернстайном, Юджином Гуссенсом, Анталом Дорати, Отто Клемперером и Фабианом Севицким.
После пятилетней каденции Жака Зингера на посту главного дирижёра ВСО возглавляет Ирвин Хоффман. За 12 лет работы с Хоффманом оркестр приобрел хорошее реноме. В эти годы в исполнении ВСО впервые прозвучали произведения 11 канадских композиторов, а основной концертной площадкой стал новый театр Куин Элизабет. К 1960 году в значительной мере обновился состав оркестра: ветеранов заменили молодые музыканты, в основном из Европы и США. В эти годы ВСО начинает сотрудничество с Ванкуверским Баховским хором и Ванкуверской оперой, использовавшей ту же сценическую площадку. Сотрудничество с оперой продолжалось до 1977 года, когда ВСО вернулся в реставрированный театр Orpheum. За 1970-е годы оркестр посетил с гастролями Японию и США и участвовал в организации в Ванкувере Бетховенского фестиваля в 1977 и Брамсовского фестиваля в 1978 году. К 1980 году ВСО по количеству продаваемых абонементов обогнал все оркестры Северной Америки, а по количеству даваемых концертов уступал в Канаде только Торонтскому и Монреальскому симфоническим оркестрам.
В 1980-е годы ВСО пережил финансовый кризис, связанный с временной потерей концертной площадки (из-за забастовки работников общественного сектора в 1981 году оркестру приходилось выступать в торговом центре) и уменьшением количества продаваемых абонементов. В 1985 и 1988 году выступления оркестра временно прекращались по финансовым причинам. Только в 1989 году был достигнут положительный финансовый баланс, и с 1990 года начинается возрождение ВСО под руководством Серджиу Комиссиона и второго дирижёра Клайда Митчелла. В следующие десять лет, помимо традиционного репертуара, оркестр дает концерты легкой классики, поп-музыки, а также образовательные концерты. В 1996 году назначен первый постоянный композитор ВСО Родни Шарман. Тем не менее финансовые проблемы периодически возобновляются, что в 1992 году привело к отмене гастролей в Калифорнии, а в 1994 году к сокращению состава исполнителей и укороченному календарю выступлений. Окончательно эти трудности удалось превозмочь только в начале нового века с приходом нового главного дирижёра Брамуэлла Тови и нового главного менеджера Джеффа Александера. В начале каденции Тови ВСО побил рекорд Гиннесса, дав концерт одновременно с 6000 учащихся музыкальных школ. В дальнейшем оркестром были выполнены запись музыки к кинофильму «Восемнадцать» и альбом скрипичных концертов, удостоенные премий «Джини», «Грэмми» и «Джуно».

## Современное состояние

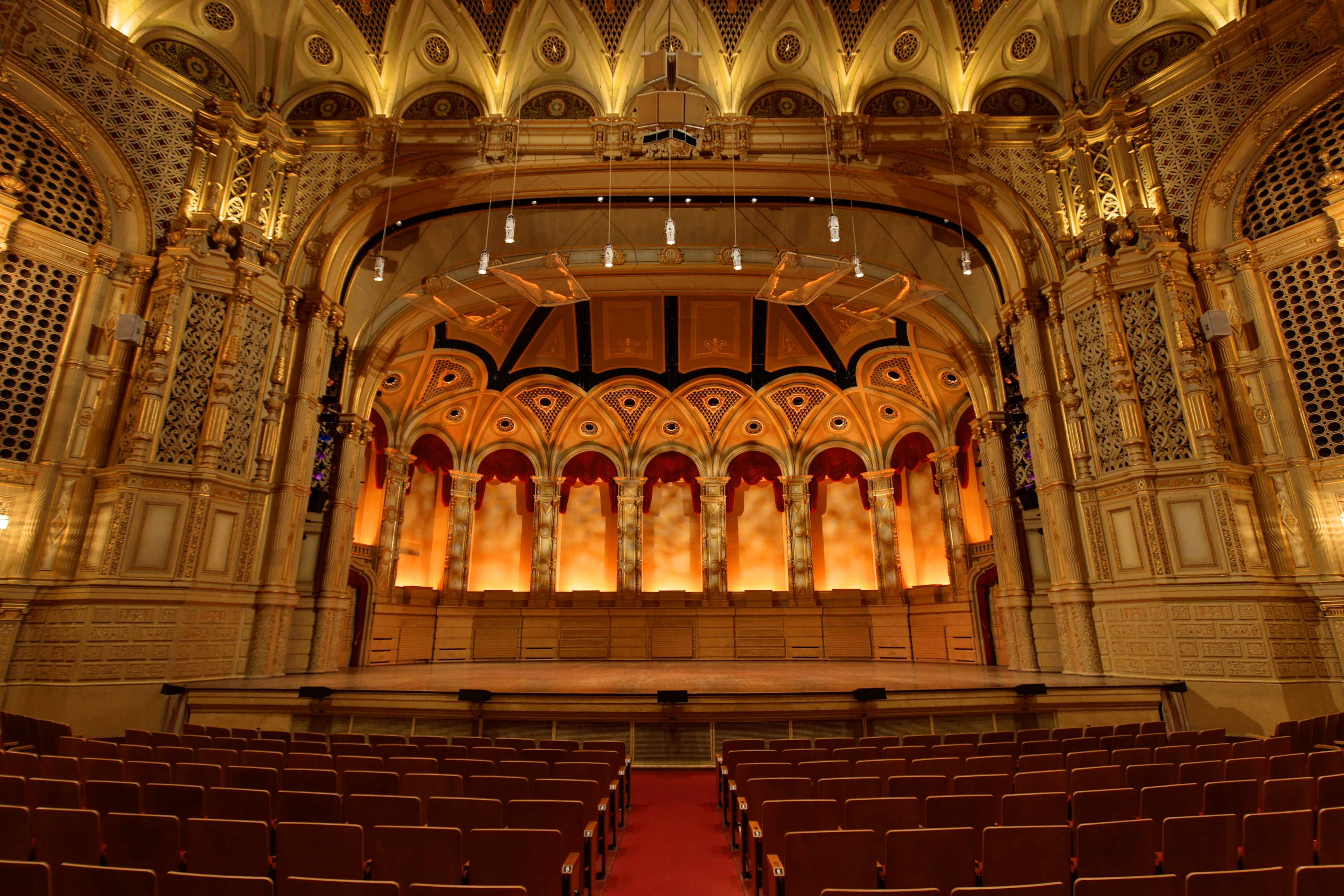
Театр «Орфеум» — основная сценическая площадка оркестра

В составе Ванкуверского симфонического оркестра 73 исполнителя на полную ставку и 30 человек обслуживающего персонала, а также 16 членов совета директоров. Бюджет превышает 13 миллионов долларов в год. За сезон оркестр дает более 150 концертов на 13 разных площадках в Ванкувере и других городах Британской Колумбии, которые в общей сложности посещают свыше 200 тысяч слушателей. При оркестре действует собственная студия звукозаписи VSO Records. 18 концертов в год, включая популярные рождественские концерты, транслируются CBC.

## Дирижёры
- Аллард де Риддер (1930—1941)
- Артур Лесли Бенджамин (1941—1946)
- Жак Зингер (1947—1950)
- Ирвин Хоффман (1952—1963)
- Мередит Дэвис (1964—1970)
- Акияма Кадзуёси (1972—1985)
- Рудольф Баршай (1985—1988)
- Серджиу Комиссиона (1991—2000)
- Брамуэлл Тови (2000—2018)
- Отто Тауск (2018[1] — н. вр.)